# Hypaeus taczanowskii
Espèce
Synonymes
- Acragas taczanowskii Mello-Leitão, 1948
- Mago budoninus Caporiacco, 1954

Hypaeus taczanowskii est une espèce d'araignées aranéomorphes de la famille des Salticidae.

## Distribution
Cette espèce se rencontre au Brésil, au Guyana et en Guyane.

## Étymologie
Cette espèce est nommée en l'honneur de Władysław Taczanowski.

## Publication originale
- Mello-Leitão, 1948 : Contribuição ao conhecimento da fauna araneológica das Guianas. Anais da Academia Brasileira de Ciências, vol. 20, p. 151-196.